# Whatborough
Whatborough var en civil parish 1866–1994 när det uppgick i Tilton-on-the-Hill i grevskapet Leicestershire i England. Civil parish var belägen 13 km från Melton Mowbray och hade 18 invånare år 1961. Byn nämndes i Domedagsboken (Domesday Book) år 1086, och kallades då Wetberga.